# Abbey Lincoln
Abbey Lincoln, właśc. Anna Marie Wooldridge (ur. 6 sierpnia 1930 w Chicago, zm. 14 sierpnia 2010 w Nowym Jorku) – amerykańska wokalistka jazzowa, kompozytorka i aktorka. Laureatka NEA Jazz Masters Award 2003.

## Kariera
Karierę rozpoczęła w latach 50. W 1956 roku nagrała pierwszy album: Abbey Lincoln's Affair: A Story of a Girl in Love. W następnych latach nagrała kilka albumów dla wytwórni Riverside oraz Candid. W latach 60. wystąpiła w kilku filmach, między innymi w Nothing But a Man oraz Z miłości do Ivy, gdzie zagrała tytułową rolę.
Współpracowała z takimi muzykami jak Thelonious Monk, Steve Coleman, Charlie Haden, Pat Metheny, Stan Getz czy Max Roach, z którym od 1962 do 1970 roku była w związku małżeńskim. Razem z Roachem nagrała m.in. album We Insist! – Freedom Now Suite. W latach 70. i 80. nagrywała dla mniejszych wytwórni płytowych, takich jak Inner City czy Enja. Pod wpływem wizyty w Afryce w połowie lat 70. zmieniła imię i nazwisko na Aminata Moseka. W 1989 roku nawiązała współpracę z wytwórnią Verve. Jej repertuar stanowiły głównie ballady, śpiewane z dużym zaangażowaniem emocjonalnym.

## Dyskografia
- 1956 Abbey Lincoln's Affair: A Story of a Girl in Love
- 1957 That's Him
- 1958 It's Magic
- 1959 Abbey Is Blue
- 1961 Straight Ahead
- 1973 People in Me
- 1980 Painted Lady
- 1980 Golden Lady
- 1983 Talking to the Sun
- 1987 Abbey Sings Billie, Vol. 1 & 2
- 1990 The World Is Falling Down
- 1991 You Gotta Pay the Band
- 1992 Devil's Got Your Tongue
- 1992 When There is Love
- 1994 A Turtle's Dream
- 1995 Painted Lady (z Archie Sheppem)
- 1996 Who Used to Dance
- 1999 Wholly Earth
- 2000 Over the Years
- 2003 It's Me
- 2007 Abbey Sings Abbey